# Грейсток, Джон, барон Грейсток
Джон де Гре́йсток (англ. John de Greystoke; умер в 1316) — английский аристократ и крупный землевладелец, 1-й барон Грейсток. 24 июня 1295 года король Эдуард I вызвал его в парламент как лорда, и это событие считается началом истории баронии Грейсток. Джон умер бездетным, так что его титул вернулся короне. Позже бароном стал его родственник Ральф Грейсток (1321).